# Stemma reale del Regno Unito

Lo scudo reale del Regno Unito.

Lo stemma reale del Regno Unito è lo stemma di diritto di Sua Maestà il re Carlo III del Regno Unito. La versione completa è usata dal Re nella sua funzione di sovrano ed è lo stemma ufficiale del regno. Altre versioni dello stemma sono usate dai membri della casa reale e dal Governo Britannico. Nella versione usata dal governo, la corona è mostrata poggiare direttamente sullo scudo, con l'elmo, il cimiero e gli svolazzi non mostrati. Una versione piccola, composta solo dallo scudo, dalla corona e dalla giarrettiera, è usata dal Governo Britannico.

## Stemma attuale (tranne in Scozia)

Lo stemma reale del Regno Unito usato dal governo in Inghilterra, Galles e Irlanda del Nord

Lo scudo è inquartato, e riporta nel primo e nel quarto quartiere i tre leoni passanti e con la testa in maestà (più correttamente leopardi) di Inghilterra; nel secondo, il leone rampante con la doppia cinta fiorita e contrafiorita di gigli di Scozia, e nel terzo, l'arpa di Irlanda.
Il cimiero è costituito da un leone fermo e con la testa in maestà coronato con la corona imperiale, che può essere rappresentata sia nella sua forma reale  che in altra versione.
Il supporto di destra è un leone coronato simile al cimiero, che simboleggia l'Inghilterra; quello di sinistra è un unicorno, che simboleggia la Scozia. Secondo la leggenda un unicorno libero era considerato un animale particolarmente pericoloso, per cui l'unicorno araldico britannico è incatenato.
Lo stemma è munito del motto dei sovrani britannici Dieu et mon droit (Dio e il mio diritto) e di quello dell'Ordine della Giarrettiera, Honi soit qui mal y pense (Vergogna a chi ne pensa male) posto su una rappresentazione della giarrettiera che circonda lo scudo.
La blasonatura ufficiale delle armi reali è la seguente:
(Blasonatura ufficiale)

## Stemma attualmente usato in Scozia

Lo stemma reale usato in Scozia

Lo stemma reale usato dallo Scotland Office

Il Re adotta uno stemma diverso quando è in Scozia. 
Il primo ed il quarto quarto sono per la Scozia, il secondo per l'Inghilterra ed il terzo per l'Irlanda. I supporti sono cambiati di lato, l'unicorno ha una corona imperiale ed è a volte presentato con una corona orientale (a punte) al collo invece di una corona con croci e gigli di Francia ed entrambi i supporti reggono degli stendardi. L'unicorno regge uno stendardo di sant'Andrea ed il leone uno stendardo di san Giorgio. L'emblema scozzese (un leone di rosso seduto su una corona con una spada e uno scettro) è usato al posto del leone d'oro con corona reale.
L'Ordine del Cardo ed il suo motto Nemo me impune lacessit (in italiano Nessuno mi provocherà senza rimaner impunito o Nessuno mi ferisce impunemente) sono usati al posto di quelli dell'Ordine della Giarrettiera. Lo stemma ha anche un secondo motto, posizionato sopra al leone di rosso, In My Defens God Me Defend, sempre scorciato a In Defens (in italiano In mia difesa Dio mi difende).  Nel cartiglio sotto lo scudo, al posto di una rosa, un trifoglio ed un cardo innestati sullo stesso gambo, sono soli due cardi.

## Storia dello stemma reale

### Regno d'Inghilterra, Signoria d'Irlanda e Regno d'Irlanda
Lo stemma reale d'Inghilterra, di rosso a tre leopardi d'oro posti in palo, fu introdotto da Riccardo I nel 1198. Nel 1328, Edoardo III reclamò il trono di Francia per via di sua madre Isabella, definendo sé stesso "Re d'Inghilterra, Francia e Irlanda". La Francia respinse tale pretesa sulla base della Legge Salica, secondo cui il trono doveva passare solo per via maschile. Edoardo III rese evidente la sua pretesa inquartando le armi d'Inghilterra con quelle di Francia, d'azzurro seminato di gigli d'oro; per dimostrare l'importanza da lui attribuita alla Francia, le armi francesi furono poste nel primo e nel quarto quartiere, e quelle inglesi nel secondo e nel terzo. Enrico IV modificò i quarti francesi dal seminato di gigli a soli tre gigli. In Francia questa modifica da "Francia antica" a "Francia moderna" avvenne per ordine di Carlo V di Francia nel 1376.
Durante il regno della Regina Maria nel XVI secolo le armi di suo marito, Filippo II di Spagna, furono aggiunte alle armi reali ma vennero rimosse da Elisabetta I che le succedette.

1198-1327 Riccardo I, Giovanni, Enrico III, Edoardo I e Edoardo II
1327-1377 Edoardo III
1377-1399 Riccardo II
1399-1413 Enrico IV
1413-1422 Enrico IV, Enrico V
1422-1471 Enrico VI
1461-1483 Edoardo IV
1483 Edoardo V
1483-1485 Riccardo III
1485-1509 Enrico VII
1509-1554 Enrico VIII, Edoardo VI, Maria I
1554-1558 Maria I
1558-1603 Elisabetta I

### Regno d'Inghilterra, Regno di Scozia e Regno d'Irlanda

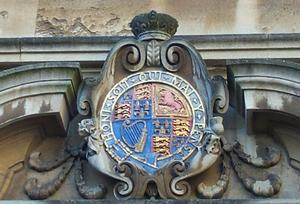
Stemma degli Stuart.

Quando Giacomo VI di Scozia salì al trono d'Inghilterra nel 1603, le armi furono modificate per riferirsi a Francia, Inghilterra, Scozia e Irlanda (che era sta posta sotto la sovranità dell'Inghilterra dal 1541. Lo scudo venne suddiviso in quattro quartieri. Il secondo quarto prese le armi di Scozia (d'oro al leone di rosso nella doppia cinta fiorita e contrafiorita di rosso), mentre il terzo prese le armi d'Irlanda (d'azzurro all'arpa d'oro). Il primo e l'ultimo quartiere divennero dei gran quartieri in quanto ciascuno di essi venne ulteriormente inquartato per mostrare le armi di Francia e d'Inghilterra di Enrico IV. L'arpa di Irlanda deriva dal simbolo assegnato a quel paese durante il regno di Enrico VIII.
Quando Guglielmo III, Principe di Orange governò con Maria II, venne aggiunto uno scudetto di pretensione, con le armi di Nassau (d'azzurro bigliettato al leone d'oro) per rappresentare la dinastia di Guglielmo III. Lo scudetto fu eliminato quando Anna succedette al trono. 

1603-1649 Giacomo I, Carlo I
1649-1651 Oliver Cromwell (Commonwealth of England)
1651-1653 Oliver Cromwell (Commonwealth of England, Scotland and Ireland)
1653-1659 Oliver Cromwell e Richard Cromwell (Protettorato di Oliver e Richard Cromwell)
1660-1688 Carlo II, Giacomo II
1689-1694 Maria II e Guglielmo III
1694-1702 Guglielmo III
1702-1707 Anna

### Regno di Gran Bretagna e Regno d'Irlanda

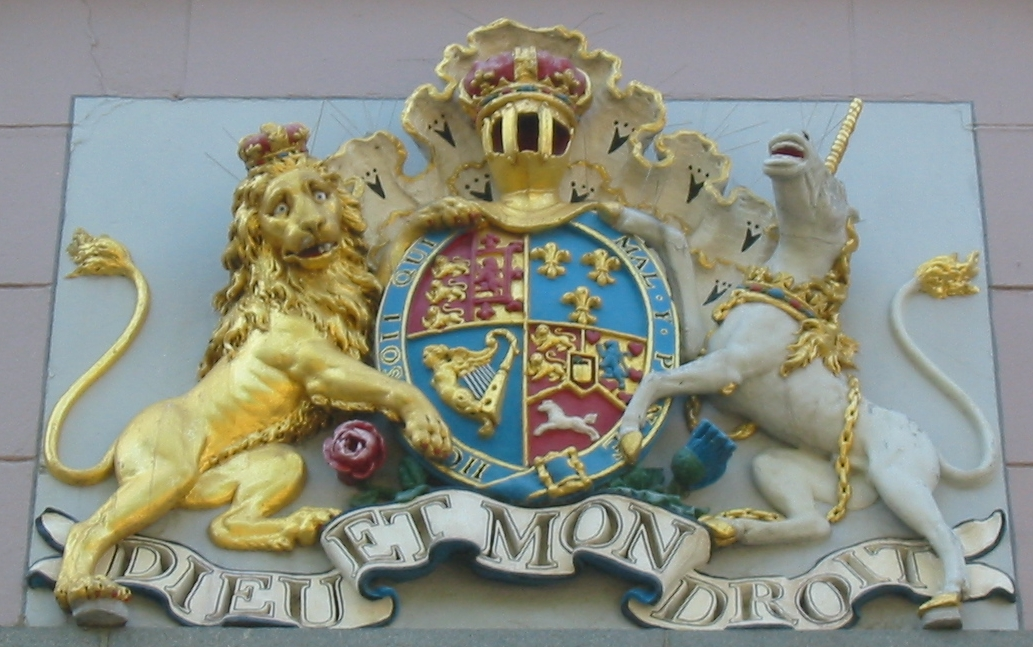
Stemma Hannoveriano usato da Giorgio II.

Nel 1707, in seguito all'approvazione dell'atto di unione, alla conseguente fusione del Regno d'Inghilterra con quello di Scozia e alla proclamazione del Regno di Gran Bretagna da parte della Regina Anna, venne modificato l'inquartato: il primo ed il quarto quadrante assunsero le armi impalate d'Inghilterra e di Scozia, il secondo prese le armi di Francia, mentre il terzo mantenne le armi d'Irlanda.
Quando l'Elettore di Hannover Giorgio I salì al trono, il quarto quadrante prese le armi di Hannover (interzato in palo ed in scaglione - nel primo di rosso a due leoni passanti d'oro; nel secondo d'oro seminato di cuori di rosso al leone d'azzurro; nel terzo di rosso al cavallo corrente d'argento; sul tutto uno scudetto di pretensione di rosso caricato con la corona di Carlo Magno).

1707-1714 Anna
1714-1800 Giorgio I, Giorgio II, Giorgio III

### Regno Unito di Gran Bretagna e Irlanda

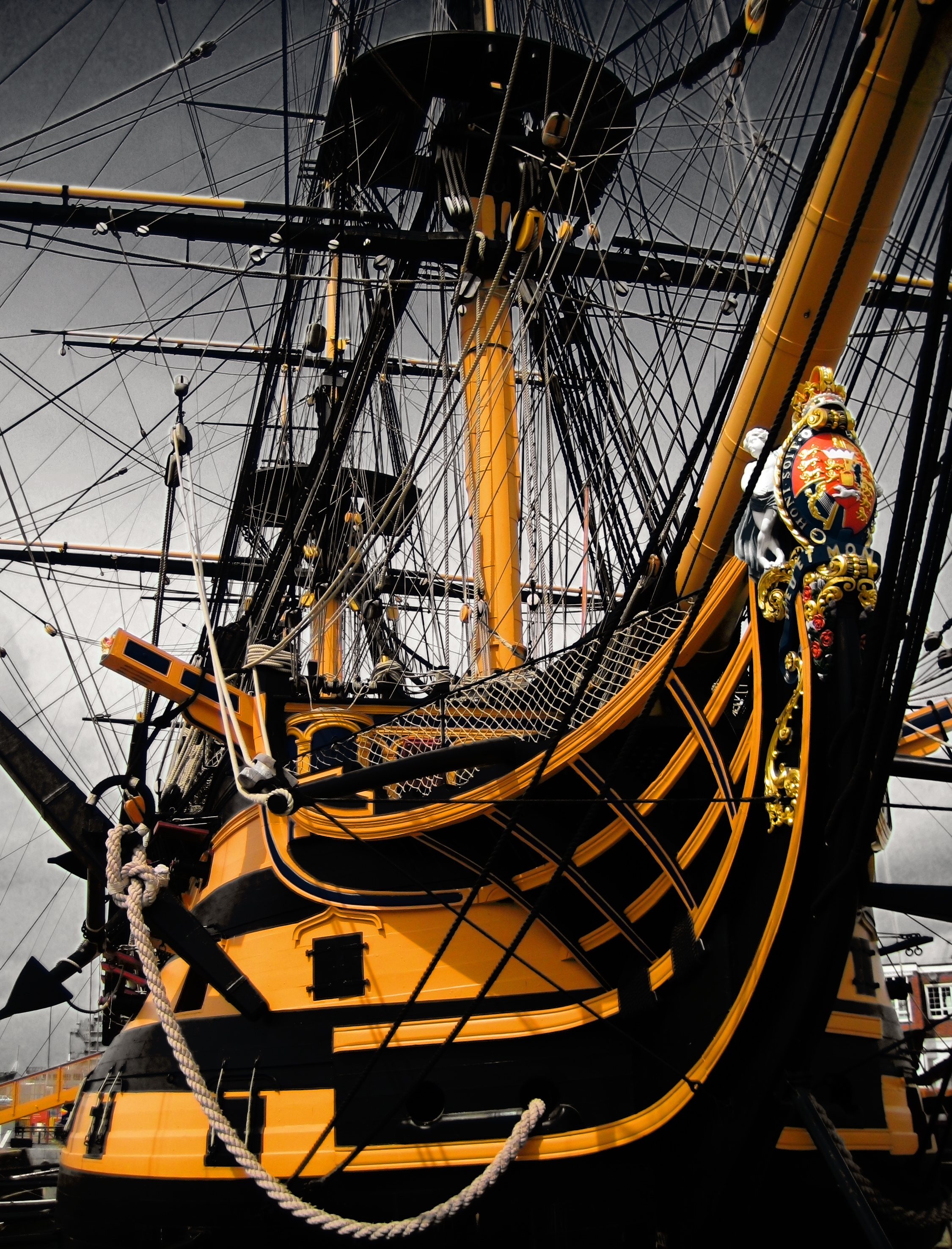
Stemma sulla prua dell'HMS Victory

Giorgio III nel 1801 divenne Re del neonato Regno Unito di Gran Bretagna e Irlanda, formatosi in seguito all'unione del Regno di Gran Bretagna e del Regno d'Irlanda, inoltre rinunciò all'antica pretesa inglese sulla Francia. Le armi vennero quindi modificate: nel primo e nel quarto d'Inghilterra; nel secondo di Scozia; nel terzo d'Irlanda. Gli gigli di Francia furono eliminati dopo quasi cinque secoli. Le armi di Hannover vennero tolte dal quarto quartiere e mostrate invece in uno scudetto di pretensione al centro dello scudo. Sopra lo scudetto un cappello rappresentava la carica di elettore di Hannover. Il cappello venne trasformato in una corona nel 1816, dopo che Hannover era divenuto un regno nel 1814.
Lo scudetto di Hannover venne eliminato quando Vittoria divenne regina del Regno Unito. Vittoria infatti non ereditò il regno di Hannover, in quanto la legge salica disponeva l'ereditarietà solo per via maschile.

1801-1816 Giorgio III
1816-1837 Giorgio III, Giorgio IV, Guglielmo IV

### Regno Unito di Gran Bretagna e Irlanda del Nord
Alcuni autori hanno male interpretato le regole araldiche del blasone, per cui alcuni testi asseriscono, erroneamente, che nel periodo in cui il sovrano britannico era anche imperatore d'India la corona reale venne trasformata nella corona imperiale (simile a quella ma con la parte centrale ribassata). Quando l'India divenne indipendente, ritornò la corona reale. Il cambiamento, invece, è dovuto esclusivamente a scelte personali. La regina Elisabetta II ha scelto di utilizzare la corona di sant'Edoardo, mentre i quattro re che hanno regnato nel periodo precedente hanno usato la corona Tudor di disegno simile alla corona imperiale di Stato. Dopo la morte d'Elisabetta II, questa corona fu riadottata dal suo successore, Carlo III.

1837-1952 Vittoria, Edoardo VII, Giorgio V, Edoardo VIII, Giorgio VI
1952-2022 Elisabetta II
2022-attuale Carlo III
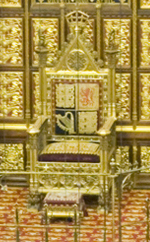
Sul trono reale nella Camera dei Lord
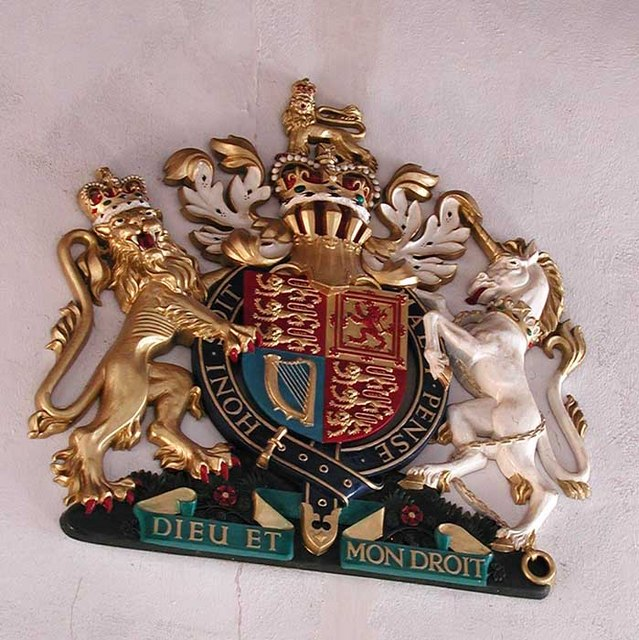
In una chiesa anglicana, come simbolo del sovrano come Capo della Chiesa d'Inghilterra
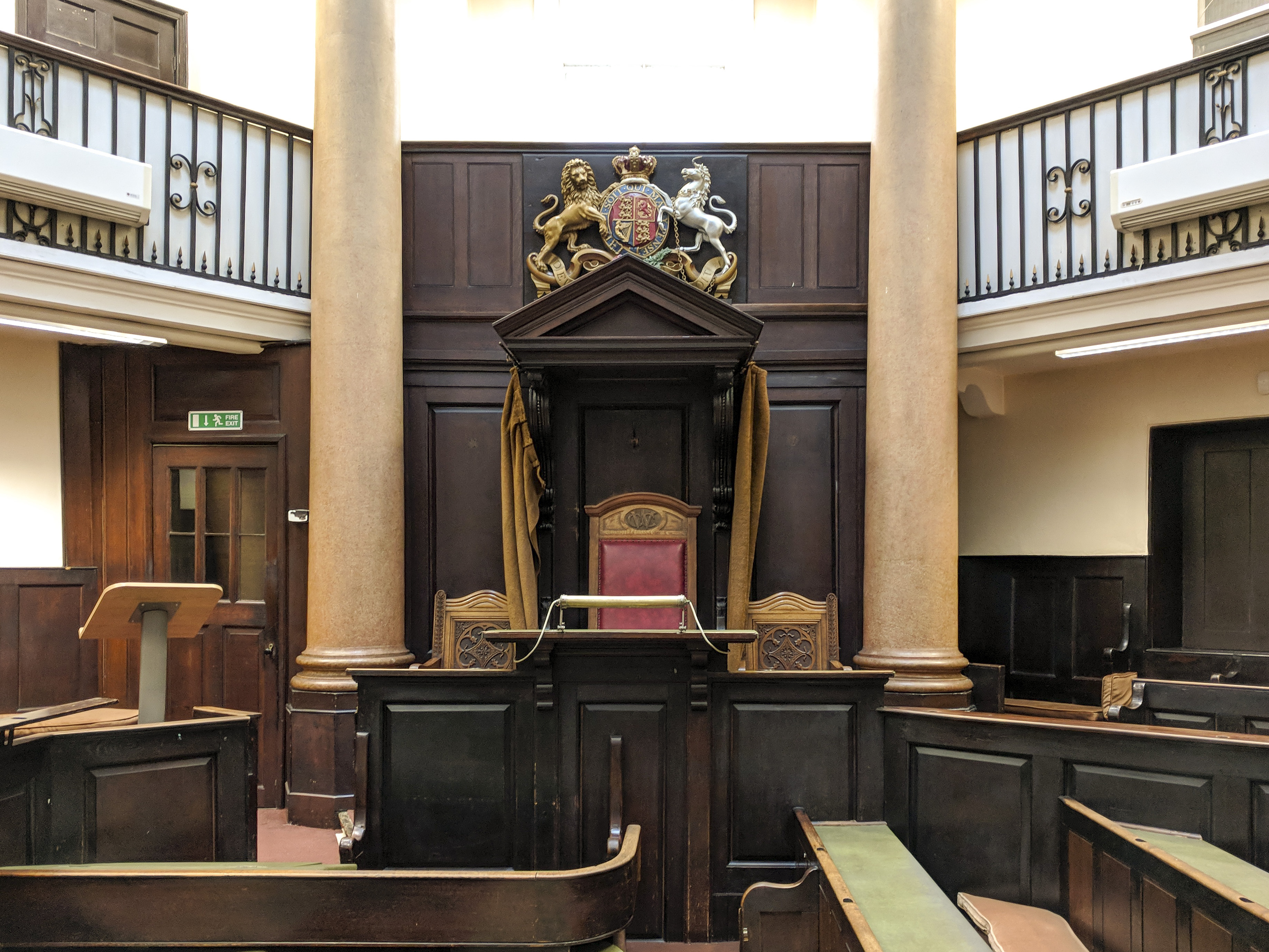
In un tribunale inglese, come simbolo del sovrano come fonte della giustizia
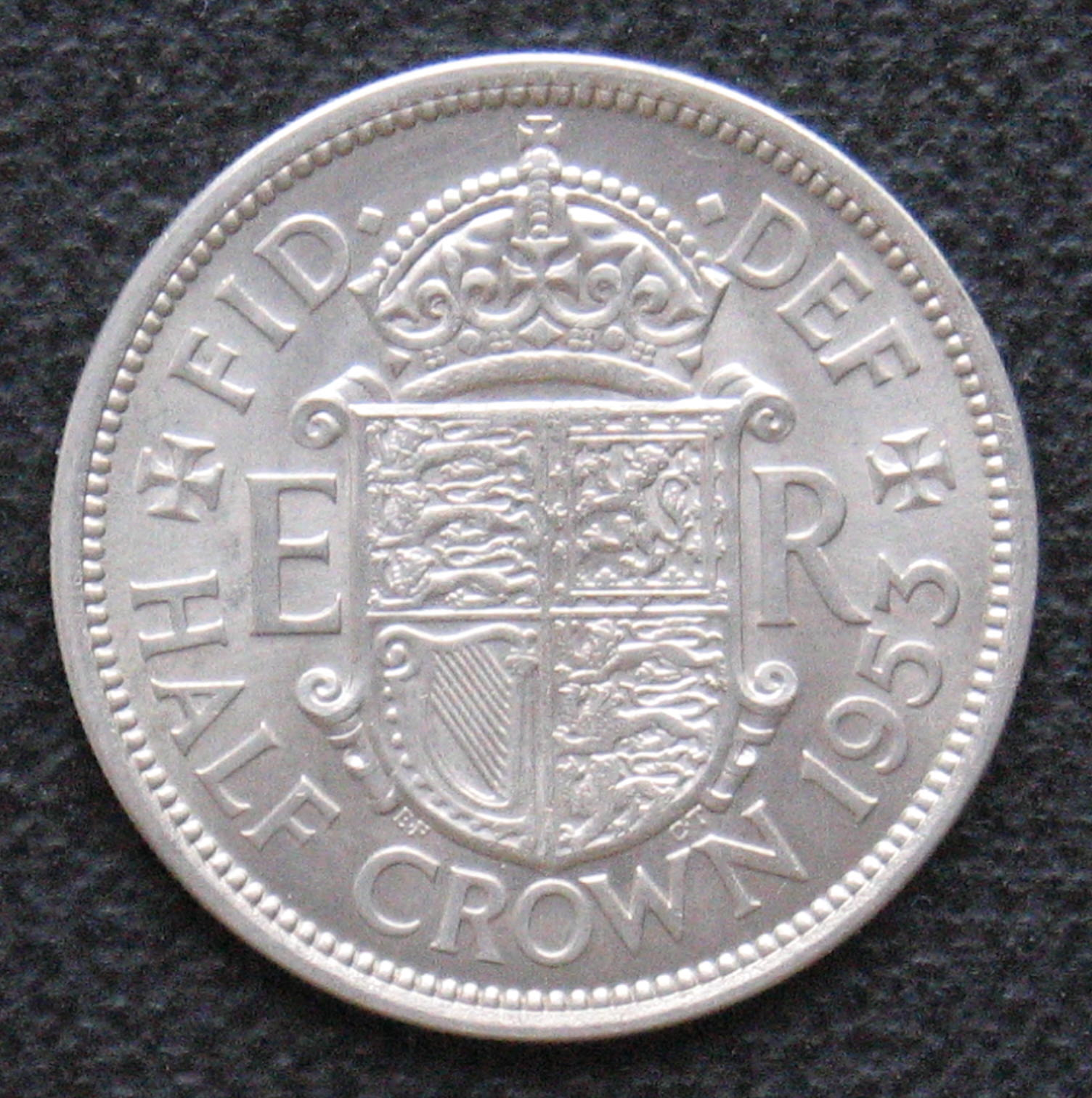
Mezza-corona del 1953

## Blasone
La tavola seguente illustra lo stemma ufficiale per consentire il confronto delle differenze tra l'arme normale e quella usata in Scozia.
|                      | Regno Unito | Scozia |
| -------------------- | --- | --- |
| Inquartato I & IV    | di rosso, a tre leopardi d'oro posti in palo, armati e lampassati d'azzurro (Inghilterra) | d'oro al leone rampante, in una doppia orlatura fiorita e contrafiorita, il tutto di rosso (Scozia) |
| II                   | d'oro al leone rampante, in una doppia orlatura fiorita e contrafiorita, il tutto di rosso (Scozia) | di rosso, a tre leopardi d'oro posti in palo, armati e lampassati d'azzurro (Inghilterra) |
| III                  | d'azzurro, all'arpa d'oro cordata d'argento (Irlanda) | d'azzurro, all'arpa d'oro cordata d'argento (Irlanda) |
| Circondato da        | una giarrettiera con il motto Honi soit qui mal y pense | Il collare dell'Ordine del Cardo |
| Cimiero              | Un elmo reale cimato da una corona imperiale al naturale, cimata a sua volta da un leone fermo con la testa in maestà, coronato da una corona imperiale pure al naturale. | Una corona imperiale al naturale cimata da un leone seduto di fronte di rosso, coronato da una corona imperiale d'oro, tenente con la zampa destra uno scettro, e con la sinistra una spada, entrambi al naturale.                              |
| Supporti             | A destra, un leone con la testa in maestà d'oro, coronato come il cimiero; a sinistra, un unicorno d'argento, armato, crinito, e unghiato d'oro, collarinato con una corona reale, con una catena ad essa collegata che passa fra le zampe anteriori e rivoltata sopra il dorso del secondo. | A destra, un unicorno d'argento coronato d'oro, collarinato con una corona reale, armato e incatenato d'oro tenente una bandiera di Sant'Andrea; a sinistra, un leone con la testa in maestà coronato d'oro, tenente la bandiera di San Giorgio |
| Motto                | Dieu et mon droit | Nemo me impune lacessit |
| Grido di guerra      | | In Defens |
| Piante sul cartiglio | Rosa, trifoglio e cardo | Due cardi |

Il cimiero reale irlandese Un castello con tre torricelle d'oro, con un cervo saliente d'argento, ramoso e unghiato d'oro, che esce dal portale, il tutto uscente da un cercine d'azzurro e d'oro è raro, se pur compare, nelle armi del Regno Unito, in quanto diversamente dall'Atto di Unione (1707) con la Scozia, l'Atto di Unione (1800) con l'Irlanda non diede disposizioni circa una separata versione irlandese delle armi reali.